# Zero Escape
Zero Escape (極限脱出, Kyokugen Dasshutsu) is een reeks avonturenspellen geschreven door Kotaro Uchikoshi. De eerste twee spellen zijn ontwikkelt door Spike Chunsoft (voorheen Chunsoft geheten). Het derde deel is ontwikkelt door Chime.

## Beschrijving
In elk spel wordt een groep van negen mensen ontvoerd en gevangen gehouden door een persoon met de naam "Zero". Om te kunnen ontsnappen moeten ze een spel spelen op leven en dood. 
De speelervaring is onderverdeeld in twee soorten secties: Novel en Escape. In het gedeelte Novel gaat het verhaal verder en in Escape moet de speler escaperoom-puzzels oplossen.

## Spellen in de reeks
- 999: Nine Hours, Nine Persons, Nine Doors (2009)
- Zero Escape: Virtue's Last Reward (2012)
- Zero Time Dilemma (2016)

In 2017 verscheen Zero Escape: The Nonary Games, een verzamelbundel van de eerste twee spellen in de serie.